# Willy Messerschmitt
Willy Messerschmitt, właśc. Wilhelm Emil Messerschmitt (ur. 26 czerwca 1898 we Frankfurcie nad Menem, zm. 15 września 1978 w Monachium) – niemiecki konstruktor samolotów.

## Życiorys
Urodził się w rodzinie handlarza win. Tuż przed pierwszą wojną światową pracował jako asystent szybownika Friedricha Hartha, dzięki któremu po powołaniu do wojska otrzymał przydział do lotnictwa. Po wojnie ukończył studia inżynierskie. Jeszcze w czasie studiów w 1923 roku założył firmę konstrukcji samolotów Messerschmitt–Flugzeugbau–Gesellschaft. Od 1927 roku jego firma współpracowała z Bayerische Flugzeugwerke AG (BFW). Został głównym konstruktorem zakładów BFW, gdzie wsławił się zaprojektowaniem myśliwców Bf 109 i Bf 110. W 1938 roku został prezesem zakładów BFW, które na skutek tego przemianowano na Messerschmitt AG. Kolejne konstrukcje Messerschmitta oznaczane były od jego nazwiska skrótem „Me”. Jego konstrukcją był także pierwszy myśliwiec odrzutowy, który wszedł do służby operacyjnej, Me 262.
W latach 1945–1954 główny konstruktor hiszpańskiej wytwórni Hispano, a po powrocie do RFN i restytucji firmy Messerschmitt A.G. producent samochodów małolitrażowych (1954–1962) i licencyjnych samolotów bojowych dla Bundesluftwaffe. Firma od 1969 wchodzi w skład koncernu MBB.